# Football Club Motown
FC Motown, anteriormente conhecido como Clarkstown SC Eagles, é uma agremiação esportiva da cidade de Madison, Nova Jérsei.  Atualmente disputa a National Premier Soccer League.

## História
O clube foi fundado em 2013 a partir da fusão de duas equipes, o Jersey City Eagles FC e o Clarkstown Soccer Club. O Jersey City Eagles foi fundado em 2012 e disputou a NPSL daquele ano, não se classificando para os playoffs.  Em 2013 com a fusão com o Clarkstown SC a equipe disputa novamente a NPSL, e novamente não se classifica aos playoffs.
Para a temporada de 2018, o clube muda de Clarkstown para Madison, alterando seu nome e escudo.

## Símbolos

### Escudo
| Evolução do Escudo do Clarkstown SC Eagles | Evolução do Escudo do Clarkstown SC Eagles | Evolução do Escudo do Clarkstown SC Eagles | Evolução do Escudo do Clarkstown SC Eagles | Evolução do Escudo do Clarkstown SC Eagles | Evolução do Escudo do Clarkstown SC Eagles | Evolução do Escudo do Clarkstown SC Eagles | Evolução do Escudo do Clarkstown SC Eagles | Evolução do Escudo do Clarkstown SC Eagles |
| Jersey City Eagles - 2012                  | Clarkstown SC Eagles - 2013 – 2017         | FC Motown - 2018 – Atual                   |                                            |                                            |                                            |                                            |                                            |                                            |
| ------------------------------------------ | ------------------------------------------ | ------------------------------------------ | ------------------------------------------ | ------------------------------------------ | ------------------------------------------ | ------------------------------------------ | ------------------------------------------ | ------------------------------------------ |